# The Absolute Universe
The Absolute Universe è il quinto album in studio del supergruppo statunitense Transatlantic, pubblicato il 5 febbraio 2021 dalla Inside Out Music.

## Descrizione
Si tratta della prima pubblicazione di materiale inedito uscita a distanza di sette anni dal precedente Kaleidoscope nonché il secondo concept album in carriera per il gruppo. A differenza di quanto operato in passato i Transatlantic hanno speso molto più tempo per la realizzazione dei brani, al punto da ottenere materiale sufficiente per due dischi; poco tempo dopo il tastierista Neal Morse e il bassista Pete Trewavas hanno suggerito l'idea di ridurre il lavoro a un singolo disco e, dopo alcune discussioni riguardo a cosa scartare e cosa mantenere, il quartetto ha concordato sulla realizzazione di due versioni distinte del concept.

Il quinto disco del gruppo è stato infatti distribuito in due versioni differenti: la prima, Forevermore (Extended Version), rappresenta il concept completo suddiviso su due dischi, mentre la seconda, The Breath of Life (Abridged Version), è la sua versione ridotta e riarrangiata. A tal proposito, il batterista Mike Portnoy ha tuttavia puntualizzato che entrambi i dischi risultano molto differenti sia dal punto di vista musicale che da quello dei testi:

## Promozione
Al fine di anticipare la pubblicazione di The Absolute Universe, i Transatlantic hanno reso disponibili tre video musicali, usciti tra novembre 2020 e gennaio 2021. Il primo di essi è stato quello per Overture/Reaching for the Sky, tratto dalla versione ridotta del disco, mentre il secondo è stato quello per The World We Used to Know, la cui versione scelta è tratta dall'edizione estesa. L'ultimo video pubblicato è stato quello per Looking for the Light, presente su entrambe le versioni.
Le due edizioni dell'album sono state commercializzate in edizione CD e doppio vinile per The Breath of Life e doppio CD e triplo vinile per Forevermore. Nello stesso giorno è uscita anche un'edizione deluxe denominata The Ultimate Edition, un cofanetto che racchiude entrambe le versioni su CD e vinile e un BD intitolato The Ultimate Version e che si caratterizza per un missaggio in 5.1 composto dall'unione delle due versioni.

## Tracce
Testi e musiche dei Transatlantic.
The Breath of Life (Abridged Version)
1. Overture – 5:53
2. Reaching for the Sky – 5:40
3. Higher than the Morning – 4:32
4. The Darkness in the Light – 5:43
5. Take Now My Soul – 3:31
6. Looking for the Light – 4:04
7. Love Made a Way (Prelude) – 2:13
8. Owl Howl – 5:26
9. Solitude – 4:24
10. Belong – 2:22
11. Can You Feel It – 3:17
12. Looking for the Light (Reprise) – 4:57
13. The Greatest Story Never Ends – 2:57
14. Love Made a Way – 9:16

Forevermore (Extended Version)
- CD 1

1. Overture – 8:11
2. Heart Like a Whirlwind – 5:11
3. Higher than the Morning – 5:29
4. The Darkness in the Light – 5:43
5. Swing High, Swing Low – 3:48
6. Bully – 2:11
7. Rainbow Sky – 3:19
8. Looking for the Light – 3:59
9. The World We Used to Know – 9:21

- CD 2

1. The Sun Comes Up Today – 5:38
2. Love Made a Way (Prelude) – 1:25
3. Owl Howl – 7:05
4. Solitude – 5:41
5. Belong – 2:49
6. Lonesome Rebel – 2:53
7. Looking for the Light (Reprise) – 5:12
8. The Greatest Story Never Ends – 4:17
9. Love Made a Way – 8:02

BD – 5.1 Mix (The Absolute Version)
1. Overture – 9:18
2. Reaching for the Sky – 5:40
3. Higher than the Morning – 5:29
4. The Darkness in the Light – 5:43
5. Take Now My Soul – 3:31
6. Bully – 2:11
7. Rainbow Sky – 3:19
8. Looking for the Light – 3:59
9. The World We Used to Know – 9:21
10. The Sun Comes Up Today – 5:38
11. Love Made a Way (Prelude) – 1:25
12. Owl Howl – 7:05
13. Solitude – 5:41
14. Belong – 2:49
15. Lonesome Rebel – 2:53
16. Can You Feel It – 3:17
17. Looking for the Light (Reprise) – 5:12
18. The Greatest Story Never Ends – 5:58
19. Love Made a Way – 8:02
20. The Making of The Absolute Universe Documentary – 62:28

## Formazione
Gruppo
- Neal Morse – voce, pianoforte, organo Hammond, minimoog, mellotron, chitarra acustica, charango
- Mike Portnoy – voce, batteria, percussioni
- Pete Trewavas – voce, basso
- Roine Stolt – voce, chitarra elettrica, chitarra acustica, chitarra a dodici corde, ukulele, tastiera, percussioni

Altri musicisti
- Gideon Klein – violoncello, viola, contrabbasso
- Josee Weigand – violino, viola

Produzione
- Transatlantic – produzione
- Gabe Klein – registrazione strumenti ad arco
- Rich Mouser – missaggio, mastering
- Jerry Guidroz – ingegneria della batteria
- Thomas Cuce – ingegneria del suono aggiuntiva
- Lars Hallbäck – ingegneria del suono aggiuntiva
- Bouchra Azizy – ingegneria del suono aggiuntiva
- Thomas Plec Johansson – ingegneria del suono aggiuntiva

## Classifiche
The Breath of Life
| Classifica (2021)          | Posizione massima |
| -------------------------- | ----------------- |
| Francia                    | 83                |
| Portogallo                 | 30                |
| Regno Unito (rock & metal) | 4                 |
| Svezia                     | 32                |

Forevermore
| Classifica (2021)          | Posizione massima |
| -------------------------- | ----------------- |
| Finlandia                  | 29                |
| Regno Unito                | 56                |
| Regno Unito (rock & metal) | 2                 |
| Spagna                     | 42                |

The Ultimate Edition
| Classifica (2021)          | Posizione massima |
| -------------------------- | ----------------- |
| Austria                    | 7                 |
| Belgio (Fiandre)           | 40                |
| Belgio (Vallonia)          | 29                |
| Germania                   | 3                 |
| Paesi Bassi                | 4                 |
| Regno Unito (rock & metal) | 13                |